# Полиция Республики Армения
Полиция Республики Армения (арм. Հայաստանի Հանրապետության ոստիկանություն) — составная часть единой централизованной системы органов внутренних дел Республики Армения при правительстве Армении.
Полиция предназначена для защиты жизни, здоровья, прав и свобод граждан Республики Армения, иностранных граждан, лиц без гражданства; для противодействия преступности, охраны общественного порядка, собственности и для обеспечения общественной безопасности.

## История
Деятельность полиции Республики Армения начинается с провозглашения Первой Армянской Республики, проходит через годы советской власти и продолжается по наши дни.
В тот период министерство внутренних дел подразделялось на областные, губернские комиссариаты, в Ереване было создано городское управление милиции, формируется институт сельских общественных комиссаров. Полномочия министерства внутренних дел были беспрецедентными, кроме исполнения своего основного предназначения, министерству подчинялись структуры республиканской связи и телекоммуникаций, железная дорога, школьная система, которые лишь спустя годы отделились от органов внутренних дел. Был принят временный закон о милиции (21 апреля 1920 года), согласно которому определялись задачи, права и обязанности данной структуры, устанавливался состав милиции, порядок принятия на работу и увольнения, взаимоотношения должностных лиц и их обязанности.
После установления Советской власти в Армении, министерство внутренних дел было переименовано в Народный Комиссариат Внутренних дел, самым важным и могущественным подразделением которого являлась Чрезвычайная Комиссия, которая объявила в Армении непримиримую классовую борьбу с «врагами» пролетариата и революции. 
В 1929 году Наркомат внутренних дел распускается и реорганизуется в Госполитуправление (ГПУ), основой деятельности которого являлась политика «уничтожения кулачества как класса». НКВД восстанавливается в июле 1934 года.
Этот период совпал с началом Великой Отечественной войны. При непосредственном руководстве НКВД укомплектовываются батальоны, создаются специальные отряды милиции, с марта 1941 года наркоматы Внутренних дел и госбезопасности становятся отдельными структурами, которые вновь объединяются в конце 40-х годов. В начале 50-х система органов Внутренних дел вновь отделяется от госбезопасности, уже в виде министерства, отдельные звенья которого формируются именно в этот период.
Строится здание управления нынешней полиции. Подразделениями министерства Внутренних дел являлись городское управление милиции, областные отделы милиции, государственная автоинспекция. В 1964 году создаётся Армянский полк внутренних войск Внутренних дел СССР, в 1965 году — штаб МВД. Растет эффективность раскрытия преступлений, большое внимание уделяется предотвращению преступности, восстанавливается средняя школа милиции, строится здание школы милиции, ныне Полицейской Академии.
В 1984 году средняя школа милиции МВД реорганизуется в высшие курсы подготовки работников БХСС, на базе которых в дальнейшем открывается высшая школа. Система технически оснащается. В этот период формируется также отдел борьбы с экономическими преступлениями.
До обретения независимости, министерство Внутренних дел представляло собой не только состоявшуюся правовую структуру, но и национальную структуру. Многие из армянских полицейских участвовали в боевых действиях в составе добровольческих отрядов, десятки сотрудников ВД пали на поле боя. В то же время их коллеги в тылу продолжали выполнять свою основную задачу — борьбу с преступностью.
21 июня 1992 года указом 116 Президента Республики Армения формируются Внутренние войска министерства внутренних дел. Расформировывается БХСС и звенья участковых инспекторов (последние позже были восстановлены). Создаются подразделения по борьбе с организованной преступностью, борьбе против наркомании. Высшая школа МВД преобразуется в Академию.
С 1992 года Армения является членом Интерпола, укрепляется сотрудничество правоохранительных органов между странам, членами СНГ, а также другими зарубежными странами.
В ноябре 1996 года министерства Внутренних дел и государственной безопасности объединяются, а в 1999 году вновь разделяются в отдельные министерства.
16 апреля 2001 года принимается закон Республики Армения «О полиции», и день 16 апреля провозглашается днем Полиции. 30 июня 2002 года принимается закон Республики Армения «О службе в полиции», согласно которому министерство внутренних дел с 1 января 2003 года преобразуется в полицию Республики Армения.
Во исполнение обязательств Армении перед Советом Европы, в 2001 году управление по исполнению уголовных наказаний перешло из подчинения полиции в подчинение министерства юстиции и было преобразовано в пенитенциарное управление. В 2002 году Управление чрезвычайных ситуаций было передано из подчинения полиции в Управление пожарной охраны.

## Структура
- Центральный аппарат
  - Штаб полиции

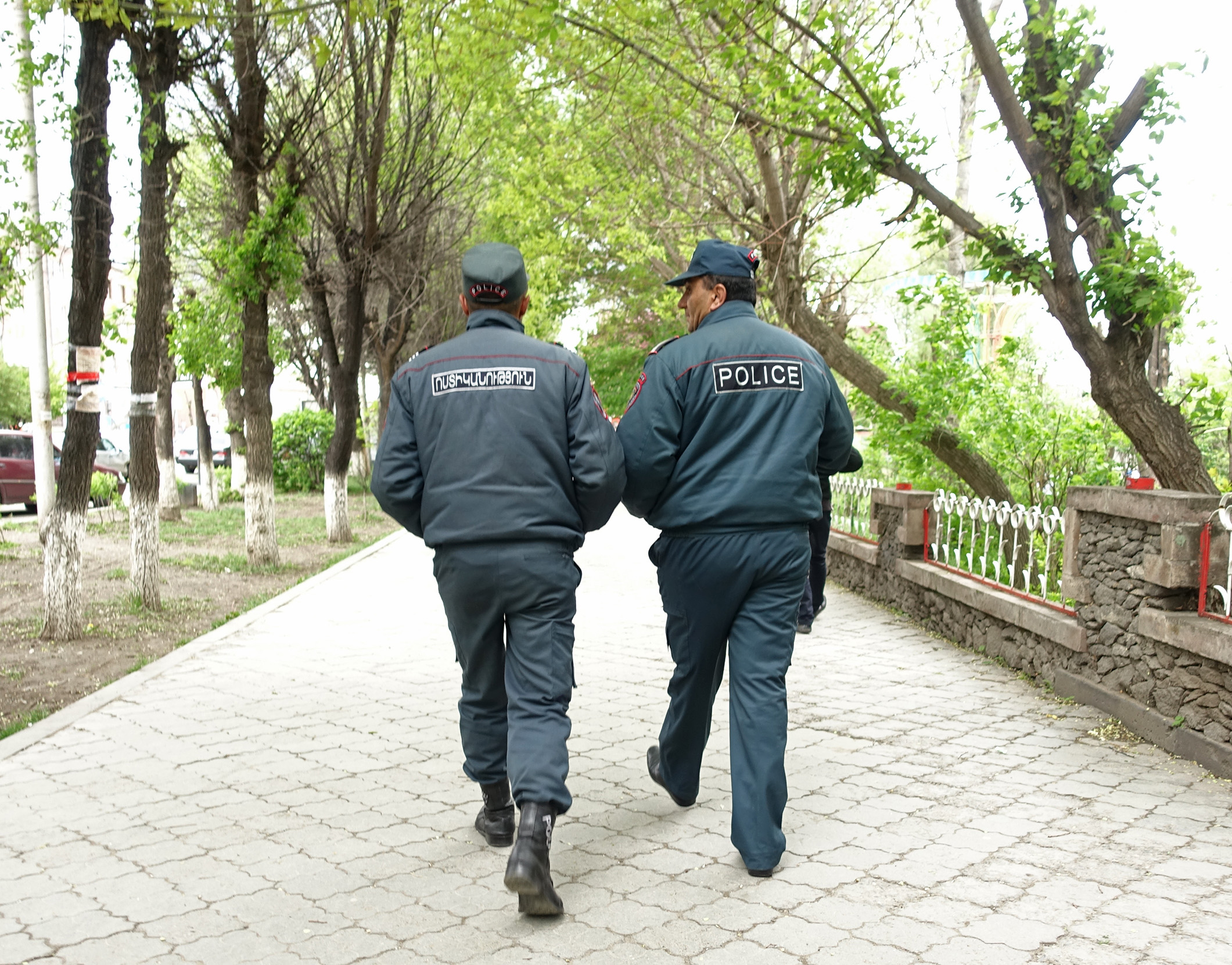
Полицейские в Гюмри

  - Главного управления по борьбе с организованной преступностью
  - Главного управления уголовного розыска
  - Главного управления государственной охраны
  - Управления по связям с общественностью и информации
  - Управления собствеенной безопасности
  - Управления кадров
  - Управления по охране общественного порядка
  - Паспортно-визового управления (passportvisa.am/ Архивная копия от 12 августа 2015 на Wayback Machine)
  - Национального центрального бюро Интерпола
  - Управление Дорожная полиция
  - Управление Киберпреступления
  - Управления по борьбе с незаконным оборотом наркотиков

## Министры внутренних дел Армении

### Период Первой Армянской Республики (1918—1920)
- Арам Манукян (июль 1918 — январь 1919)
- Александр Хатисян (февраль 1919 — август 1919)
- Абрам Гюлханданян (август 1919 — май 1920)
- Рубен Тер-Минасян (май 1920 — сентябрь 1920)
- Саркис Араратян (сентябрь 1920 — ноябрь 1920)
- Симон Врацян (ноябрь 1920 — декабрь 1920)

### Период Советской Армении (1920—1991 годы)

#### Период 1920—1940 годов
- Исаак Довлатян (декабрь 1920 — апрель 1921)
- Погос Макинцян (апрель 1921 — июль 1921)
- Авис Нуриджанян (июль 1921 — август 1921)
- Шаварш Амирханян (август 1921 — май 1924)
- Ованнес Дургарян (май 1924 — июль 1927)
- Сергей Мелик-Овсепян (июль 1927 — декабрь 1928)
- Седрак Маргарян (февраль 1929 — ноябрь 1929)
- Айк Петросян (ноябрь 1929 — май 1930)
- Седрак Отян (май 1930 — октябрь 1930)
- Арменак Абулян (декабрь 1930 — июль 1934 )
- Хачик Мугдуси (июль 1934 — сентябрь 1937)
- Виктор Хворостов (ноябрь 1937 — март 1939)
- Алексей Коротков (март 1939 — март 1941)

#### Период 1940—1960 годов
- Георгий Мартиросов (март 1941 — май 1943, март 1953 — апрель 1954)
- Иван Матевосов (май 1943 — август 1947)
- Хорен Григорян (август 1947 — март 1953)
- Пëтр Пискунов (апрель 1954 — август 1957)
- Айк Иванович Мелконян (август 1957 — август 1961)

#### Период 1960—1991 годов
- Сергей Аркадьевич Арзуманян (август 1961 — декабрь 1968)
- Владимир Саркисович Дарбинян (декабрь 1968 — сентябрь 1974)
- Евгений Гургенович Паталов (декабрь 1974 — ноябрь 1983)
- Айказ Шаинян (ноябрь 1983 — июнь 1988)
- Усик Суренович Арутюнян (июнь 1988 — май 1990)
- Левон Галстян (июнь 1990 — август 1990)
- Карлос Багратович Казарян (август 1990 — март 1991)

### Годы независимости (1991—2002)
- Ашот Манучарян (1991) и. о. министра
- Валерий Погосян (1991—1992)
- Вано Сирадегян (1992—1996)
- Серж Саргсян (1996—1999)
- Сурен Абрамян (06. 1999—10. 1999)
- Айк Арутюнян (1999—2002)

## Начальники полиции Армении
- Айк Арутюнян (1 января 2003 — 29 май 2008)
- Алик Саргсян (29 мая 2008 — 1 ноября 2011)
- Владимир Гаспарян (1 ноября 2011 — 10 мая 2018)
- Валерий Осипян (10 мая 2018 — 18 сентября 2019)
- Арман Саркисян (и. о. с 18 сентября 2019, назначен 19 марта 2020)[1]
- Ваге Казарян (8 июня 2020 — 9 января 2023)
- Арам Оганнисян (с 9 января 2023)